# Tony Vandervell
Guy Anthony Vandervell, detto Tony (8 settembre 1898 – 10 marzo 1967), è stato un imprenditore, dirigente d'azienda e dirigente sportivo britannico, milionario e fondatore della scuderia di Formula 1 Vanwall.

## Biografia
Figlio di Charles Vandervell, fondatore della CAV in seguito Lucas CAV, era un imprenditore attivo nella produzione di componentistica automobilistica, tra cui cuscinetti Babbitt Thin-Wall da parte della sua azienda Vandervell Products, su licenza dell'americana Cleveland Graphite Bronze Company.
Avendo corso diverse volte sia in moto che in auto in gioventù, subito dopo la fine della seconda guerra mondiale acquistò una Ferrari 125, che fu modificato dai suoi meccanici e che usò per gareggiare come Thinwall Special.
Tra il 1949 e il 1951 sostenne e finanziò la BRM. In disaccordo con la direzione e la gestione della scuderia, nel 1951 decise di costruire una sua squadra con sede nella sua fabbrica di Acton, che entrò in Formula 1 nel 1954.
La monoposto del 1956, costruita interamente dalla Vanwall, ottenne la prima vittoria nell'International Trophy con Stirling Moss.
Il team Vanwall vinse sei delle undici gare della stagione di Formula 1 del 1958, facendo si che la Vanwall ottenesse il primo Campionato Costruttori.
Morì nel marzo 1967.